# Pistola Nambu
Pistola Nambu (em japonês: 南部拳銃), é uma designação genérica para uma série de pistolas semiautomáticas projetadas por Kijirō Nambu e produzidas pelo Arsenal Koishikawa, que mais tarde passou a se chamar Arsenal de Artilharia de Tóquio. E foram extensivamente usadas na Segunda Guerra Sino-Japonesa e na Segunda Guerra Mundial. 
A série, teve cinco variantes: o "Tipo A" de 1902, chamado de "Avô Nambu" pelos colecionadores; o "Tipo A modificado" de 1906-07, chamado de "Pai Nambu", com guarda mato maior e modificações no pente e na empunhadura, o "Tipo B" de 1909, chamado de "Bebê Nambu", cerca de ¾ do tamanho do "Tipo A modificado", o "Tipo 14" de 1925, versão mais simples de menor custo e o "Tipo 94" de 1935, versão mais leve e cano mais curto, com menos uma bala no carregador, voltado para pilotos de avião e de tanques.
O "Tipo A", foi fabricado em pequena quantidade. O "Tipo B" nunca foi adotado formalmente por nenhuma força do Império Japonês. O "Tipo 14" foi adotado oficialmente como arma reserva, e foram produzidas cerca de 200.000 unidades. Nos anos finais da Segunda Guerra Mundial, principalmente em 1945, para acelerar a produção, o "Tipo 14", perdeu muito em qualidade.

## Histórico
A origem da série de pistolas Nambu remonta a um desenho do Tenente-General Kijirō Nambu. O General Nambu reivindicou a autoria do projeto durante experimentos do "Plano de 30 anos para pistola automática" de 1897 no Japão. É provável que essa série tenha sido influenciada pela Mauser C96, depois que uma comissão japonesa visitou a Europa e relatou os desenvolvimentos recentes. 
O primeiro modelo, conhecido como "Tipo A", foi completado em 1902. Ele chegou a ser avaliado pelo Exército imperial japonês mas nunca foi adotado formalmente. Muitos exemplares do "Modelo A" foram vendidos para a China e para o Sião. Seguindo a tradição britânica, era esperado que os oficiais do Exército comprassem suas próprias armas pessoais. O "Tipo A modificado", foi adotado pela Marinha Imperial Japonesa em 1909 e pelo Exército Real Tailandês na década de 1920.
A maior parte dos modelos "Tipo A modificado" e "Tipo B" foram produzidos pelo Arsenal de Tóquio, sendo que algumas poucas unidades, foram produzidas pela Tokyo Gas and Electric Company. O "Tipo 14", foi produzido no Arsenal de Nagoya, nas fábricas de Atsuta e Toriimatsu.

## Características do projeto

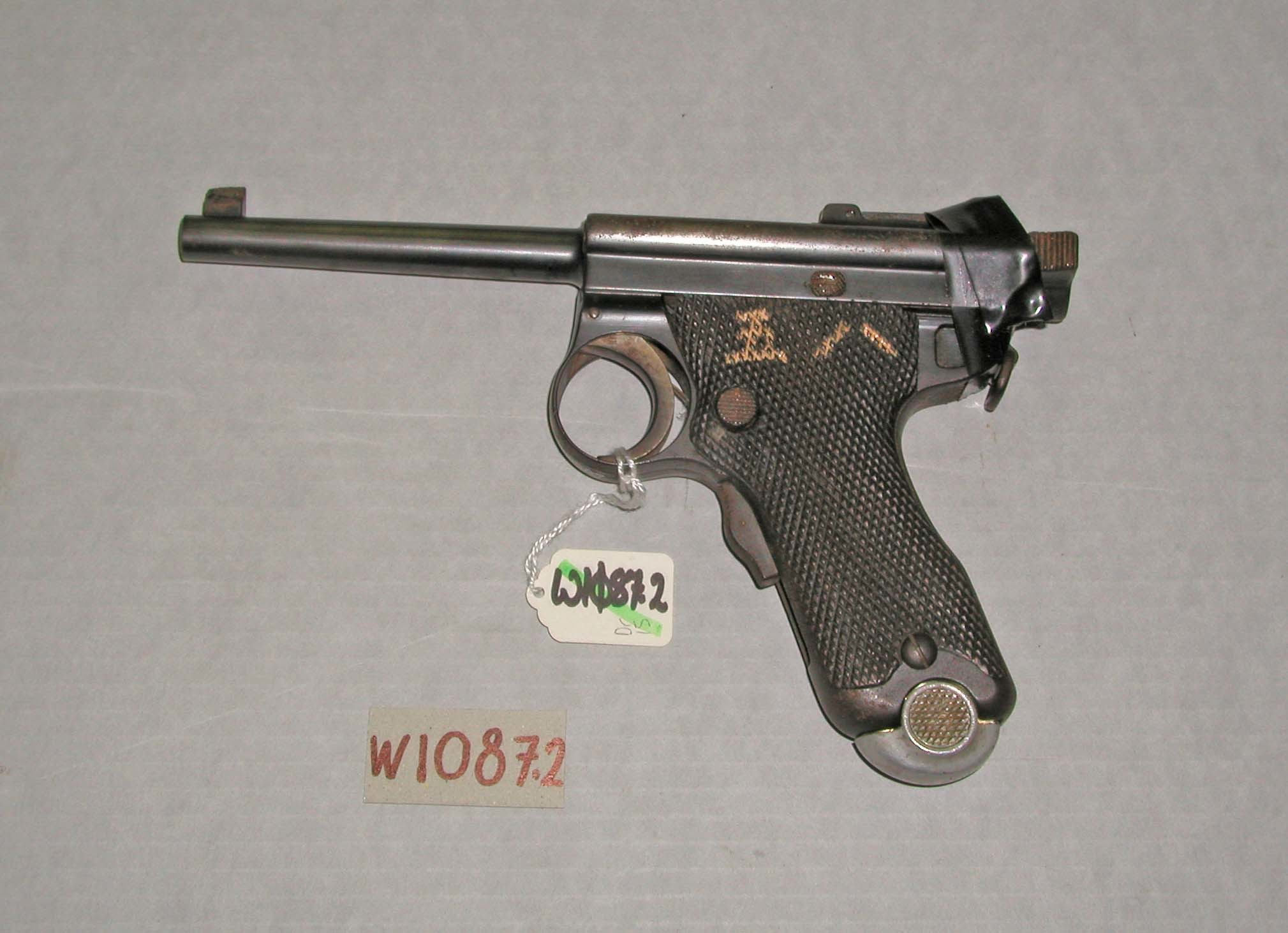
Uma "Tipo A", original.

Nas pistolas Nambu, o carregador era retirado da empunhadura pressionando um botão do lado esquerdo do corpo da arma. O carregador é municiado manualmente, pois não existe um "grampo" para o municiamento. Os modelos "Tipo A" e "Tipo 14", tinham carregadores de 8 tiros, enquanto o "Tipo B" tinha carregadores de 7 tiros.
As pistolas Nambu são pistolas semiautomáticas, acionadas pelos gazes do recuo, com culatra fechada. Elas possuem um cano afilado na extremidade num corpo em peça única. O cano é forjado integrado com a câmara. O fechamento da culatra era obtido por um mecanismo de sustentação semelhante ao da Glisenti Modello 1910. Quando o cano se movimentava para a frente, o bloco era levantado enquanto se movia pelo corpo forçando o cartucho para cima para a câmara. Apesar da protuberância para acomodar a mola da câmara, do lado esquerdo, a Nambu era bem balanceada.
As pistolas Nambu, usam um cartucho de baixa pressão de 8 mm, que era consideravelmente menos potente que cartuchos para pistola contemporâneos, como o .45 ACP, o soviético 7.62×25mm Tokarev, o britânico .455 Webley, e o alemão 9x19mm Parabellum. A trava de segurança do "Tipo A" requeria ambas as mãos para ser acionada; e foi descartada completamente no "Tipo 14".

### Tipo A

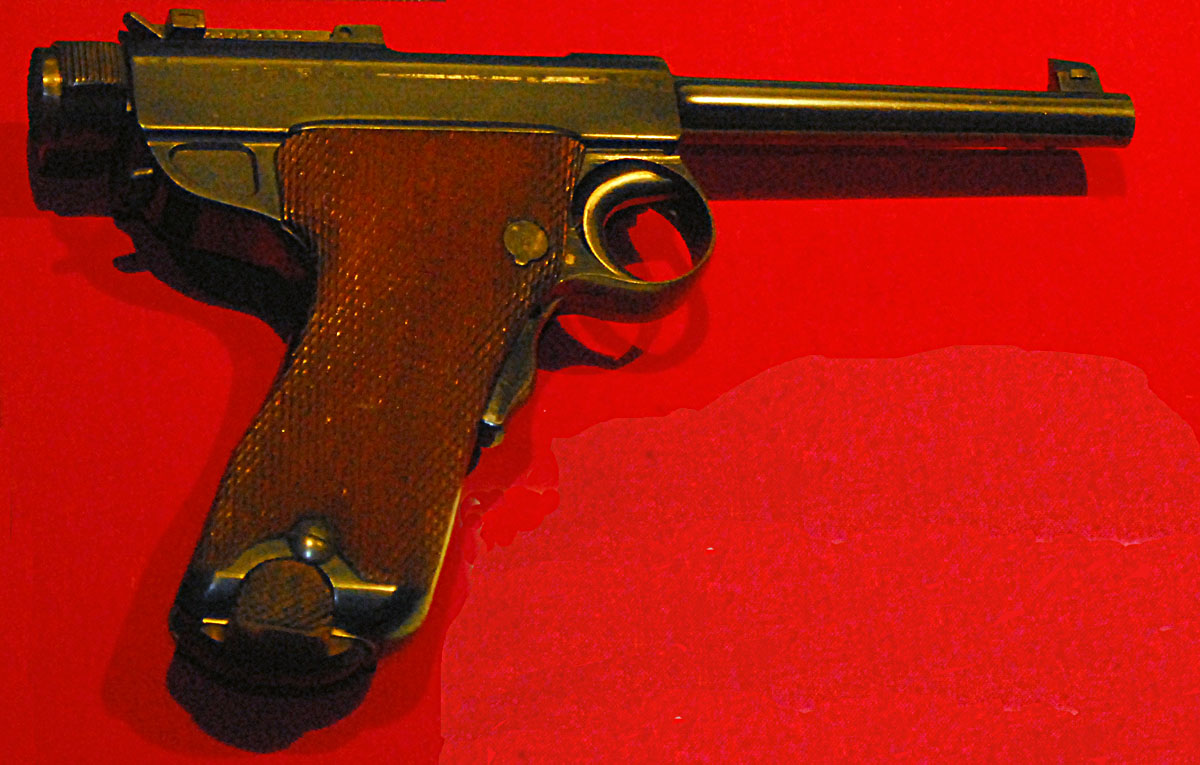
Uma "Tipo A", conhecida como "Avô Nimbu".

O modelo Nambu "Tipo A" foi o primeiro da família Nambu. Projetado pelo General Kijirō Nambu em 1902, o "Tipo A" teve dois variantes: o primeiro, fabricado entre 1903 e 1906 e o  segundo produzido depois de 1906. Entre os colecionadores, o "Tipo A" é chamado de "Avô Nambu". O "Tipo A" foi produzido até o número de série 2.400, aproximadamente. A produção do "Nambu Tipo A" se encerrou tanto no Arsenal de Tóquio quanto na Tokyo Gas and Electric Company em 1923. O desenho da "Nambu Tipo A", lembra muito o da Luger P08. mas funcionalmente, ela é mais parecida com a Mauser C96.
O modelo Nambu "Tipo A modificado" chamado entre os colecionadores, de "Pai Nambu", foi produzido no Arsenal de Tóquio até o número de série 7.000, aproximadamente. O guarda mato da Nambu "Tipo A", era considerado muito pequeno, principalmente quando usando luvas, foi aumentado nos modelos produzidos no final da série.
O modelo Nambu "Tipo A", tinha o carregador com a base de madeira e molas soldadas. Já o modelo Nambu "Tipo A modificado", tinha a base do carregador de alumínio com a mola constituída de anéis. Tanto o "Tipo A", quanto o "Tipo A modificado", tinham o símbolo do gato siamês estampado na parte traseira da empunhadura, indicando serviço na Tailândia antes da Segunda Guerra Mundial.
O modelo "Tipo A", tinha a possibilidade de instalar uma coronha de apoio no ombro, baseada na C96.

### Tipo B
O modelo Nambu "Tipo B" era uma versão ¾ do tamanho do "Tipo A modificado". O modelo "Tipo B" foi produzido porque o "Tipo A" era considerado muito pesado e vendeu pouco. O modelo "Tipo B", foi designado como "Tipo Nambu" pelas autoridades japonesas. É normalmente referenciado como "Baby Nambu" no mercado ocidental, devido ao seu pequeno tamanho. Ele disparava o calibre 7 mm, menor que o convencional 8 mm. A produção começou no Arsenal de Artilharia de Tóquio. Os primeiros 450 "Tipo B" fabricados, tinha um carregador com base de madeira e pino de percussão de um único diâmetro. Na sequência, eles foram produzidos com a base do carregador em alumínio e pinos de percussão de vários diâmetros. O modelo Nambu "Tipo B", nunca foi oficialmente adotado por nenhuma das forças armadas japonesas. Quase todos os "Tipo B" foram adquiridos de forma privada pelos oficiais japoneses, mas nunca alcançou popularidade, pois ele custava o dobro de modelos equivalentes importados. A organização de reservistas do Exército japonês (Kaikosha), listou o preço do "Tipo B" em 180 Ienes, enquanto o salário mensal de um Tenente comissionado era de apenas 70 Ienes.
O Arsenal Koishikawa encerrou a produção de peças em 1923, depois do Grande terremoto de Kantō, mas a montagem continuou até 1929.

### Tipo 14

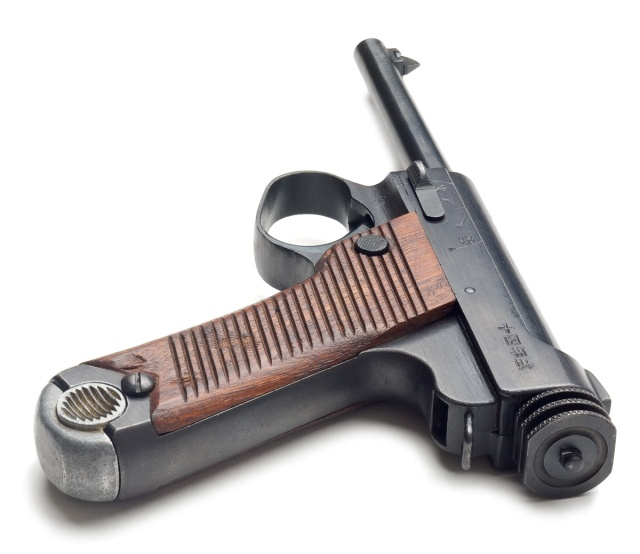
Tipo 14.

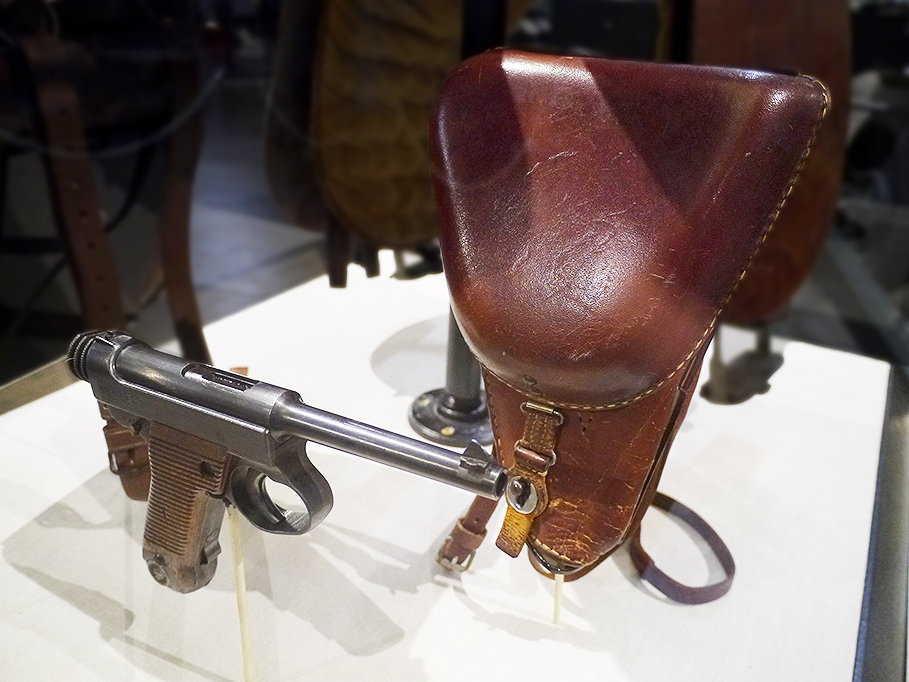
Nambu Type 14, Série 1, pistola original e coldre, exibidos no Texas Military Forces Museum.

O modelo Nambu "Tipo 14" foi projetado em 1925 com o objetivo de simplificar o processo de fabricação para reduzir o custo. Ele foi adotado oficialmente para oficiais não comissionados no Exército japonês em 1927 e estava disponível para aquisição pelos oficiais. O "Tipo 14", foi uma versão melhorada do "Tipo A modificado". Algo como 400.000 unidades do "Tipo 14" foram fabricados. A maior parte dos "Tipo 14" foram marcados com o mês e o ano de fabricação de acordo com o ano do Imperador Hirohito, com o nome de seu reinado sendo abreviado para "Sho" (originalmente "Shōwa") à esquerda da data.
Os modelos produzidos mais adiante, são reconhecidos por um guarda mato maior e oblongo (introduzido depois que soldados reportaram dificuldades em acessar o gatilho usando luvas na Manchúria) e algumas vezes tinha um botão para engatilhar de aço serrilhado em vez do botão entalhado padrão. Foi adicionada uma mola do carregador revisada em meados de 1940 para prender o carregador e facilitar o seu encaixe. A trava de segurança, do lado esquerdo, travava o cano e a culatra. Um pino de engatilhar novo foi implementado em 1944 para simplificar a produção. O "Tipo 14" também não tinha a trava de segurança na empunhadura usada nos modelos anteriores. O "Tipo 14" podia disparar a granada lacrimogênia Tipo 90, com um adaptador.
Antes da Segunda Guerra Mundial o "Tipo 14" era fabricado com qualidade, que foi decaindo durante a guerra. Marcas de usinagem, falta de polimento e camada do efeito de aço azulado muito fina, se tornaram comuns com as restrições da guerra. Os últimos "Tipo 14" ainda eram bem funcionais, apesar da baixa qualidade. A qualidade dos coldres para o "Tipo 14" também piorou forçando a substituição de couro por emborrachado.
Uma qualidade do "Tipo 14" chamou a atenção de William B. Ruger que adquiriu uma Nambu capturada de um fuzileiro americano em 1945. Ruger fez duas cópias da Nambu em sua garagem, E embora ele tenha decidido não comercializá-los, o dispositivo de carregamento e o desenho geral foram incorporados na linha de pistolas semiautomáticas "Ruger .22", quando em 1949 a Ruger Standard (e depois as Mark I, II, III e Mark IV)) foram lançadas no mercado americano.

### Tipo 94

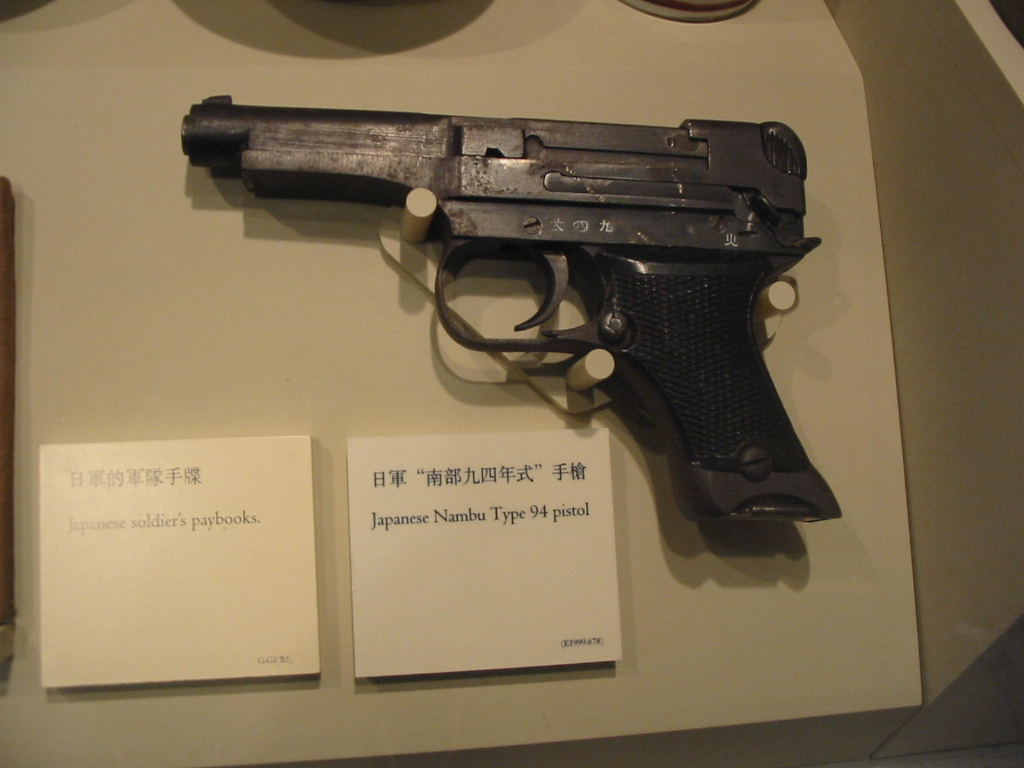
Uma pistola "Tipo 94" num museu.

O modelo Nambu "Tipo 94" o último da família Nambu, teve o projeto iniciado em 1929, com o objetivo de diminuir os custos de produção, depois que Kojiro Nambu se aposentou do Exército e fundou a Nambu Rifle Manufacturing Company., e depois de vários protótipos testados, a versão final foi adotada pelo Exército japonês no final de 1934 (2594 no Calendário japonês). O "Tipo 94" entrou em produção em 1935. Cerca de 71.000 unidades desse modelo foram fabricadas antes do encerramento da produção em 1945.
O Exército imperial japonês, julgou que uma pistola menor, de desenho japonês usando o calibre padrão 8×22mm Nambu era necessária para substituir a maior, mais pesada e oficialmente aceita, Nambu "Tipo 14". A demanda para  armas curtas para oficiais aumentou como resultado da invasão da Manchúria pelo Japão durante a Segunda Guerra Sino-Japonesa. Um novo desenho também era desejado para incluir uma trava de segurança do carregador, para evitar descarregamentos não intencionais durante a limpeza, que eram comuns nos modelos anteriores. A designação do "Tipo 94", reflete a mudança na nomenclatura oficial, com o "94" fazendo referência a fundação do Japão no ano 660 AC, portanto, o ano 2594 em vez do calendário imperial, usado para dar nome ao revólver Tipo 26 ou a pistola Nambu "Tipo 14".
O protótipo final do "Tipo 94", foi oficialmente adotado pelo exército japonês no final de 1934 depois de várias revisões. A produção começou sob a supervisão do Arsenal de Nagoya na Nambu Rifle Manufacturing Company, e depois na sua sucessora, a Chuo Kogyo Company, Ltd. Cerca de 71.000 unidades desse modelo foram produzidas, mas a quantidade exata é desconhecida devido a produção de unidades sem data nem número de série. Durante a Segunda Guerra Mundial, o "Tipo 94" se tornou a arma preferida das tripulações de tanques e paraquedistas, que precisavam de armas menores e mais convenientes. O "Tipo 94" nunca foi adotado oficialmente pela Marinha Imperial Japonesa, mas estava disponível para os oficiais através da União de Oficiais.
A qualidade do "Tipo 94" foi decaindo no final da Segunda Guerra, quando o Japão sofria bombardeios constantes das forças aliadas e restrições de matéria prima aumentavam. Essa enorme queda na qualidade, desde o final de março de 1945, se tornou crítica no final de junho de 1945.. A empunhadura de madeira foi substituída por baquelite. Muitas unidades não receberam número de série, e nenhuma teve data próxima a julho de 1945. Existem apenas quatro pistolas conhecidas sem número de série nem data, com várias deficiências na montagem. Um pequeno número de pistolas, fabricadas nos estágios finais de produção incluíam datas mais antigas, que devem ter sido reaproveitadas de unidades rejeitadas na inspeção por defeitos de acabamento menores.

## Operadores
- Indonésia[3][30]
- Império do Japão[3]
- Coreia do Norte[31]
- Filipinas[3]
- República da China: Usada pelo exército do senhor da guerra Zhang Zuolin e pelo Exército Nacional Revolucionário Chinês.[32][33]
- Tailândia[3]
- Vietnã: Usada pelos soldados do Viet Minh na Primeira Guerra da Indochina e mais tarde pelos vietcongues durante a Guerra do Vietnã.[3]